# Saison 1 de The Venture Bros.
Chronologie
Saison 2
Cet article présente les épisodes de la première saison de la série télévisée d'animation The Venture Bros.
Elle est diffusée depuis le 31 août 2019 sur Adult Swim.

## Épisode 1:Dia de Los Dangers
- France : 31 août 2019 sur Adult Swim

## Épisode 2:La science, un métier d'avenir
- France : 31 août 2019 sur Adult Swim

## Épisode 3:La chrysalide de la quarantaine
- France : 31 août 2019 sur Adult Swim

## Épisode 4:Itsi Bitsi tini Ouini Magie
- France : 31 août 2019 sur Adult Swim

## Épisode 5:L'incroyable M. Brisby
- France : 31 août 2019 sur Adult Swim

## Épisode 6:Tout doit disparaître
- France : 31 août 2019 sur Adult Swim

## Épisode 7:Insécurité intérieure
- France : 31 août 2019 sur Adult Swim

## Épisode 9:Solution: Impossible
- France : 31 août 2019 sur Adult Swim

## Épisode 10:Pirouette, cacahuètes
- France : 31 août 2019 sur Adult Swim

## Épisode 11:L'autre Venture
- France : 31 août 2019 sur Adult Swim

## Épisode 12:Passé recomposé
- France : 31 août 2019 sur Adult Swim

## Épisode 13:Le jugement du Monarque
- France : 31 août 2019 sur Adult Swim